# Martial Herman
Martial Joseph Armand Herman (Saint-Pol-sur-Ternoise, 29 agosto 1759 – Parigi, 7 maggio 1795) fu un esponente politico della rivoluzione francese, che morì ghigliottinato.

## Biografia
Proveniente da un'antica famiglia della noblesse de robe della regione dell'Artois, Herman divenne avvocato il 29 luglio 1783. Quindi, nel 1786, fu nominato sostituto dell'avvocato generale del Consiglio provinciale dell'Artois. Alla soppressione delle antiche strutture giudiziarie, egli accettò la funzione di giudice del tribunale distrettuale di Saint-Pol-sur-Ternoise e poi di quello di Arras, nel 1791.
Parallelamente, partecipò alla costituzione della Société des Amis de la Constitution, affiliata al Club dei Giacobini di Parigi, insieme al fratello Herman il giovane, a Marie Joseph Emmanuel Lanne e ad Augustin Darthé.
Il 22 ottobre 1792, sposò Vedasline Prudence Foucquart, ventiseienne, nativa di Willerval. Il matrimonio fu celebrato dal futuro membro della Convenzione nazionale Joseph Le Bon, con l'assistenza di Jean-Marie Daillet, futuro sindaco di Arras. La coppia ebbe un figlio, Aristide, che nacque il 16 maggio 1793.
Divenuto presidente del Direttorio del dipartimento di Passo di Calais, nel 1792, fu nominato, il 16 novembre dello stesso anno, presidente del tribunale penale del dipartimento, con sede ad Arras. A sei mesi dalla nomina, fu nuovamente chiamato alla funzione di amministratore del dipartimento, cumulando anche le funzioni di membro del consiglio del comune di Arras.
La tradizione storica vuole che sia stata la sua amicizia con Robespierre, che gli procurò la nomina a Presidente del Tribunale rivoluzionario, il 28 agosto 1793, in sostituzione del presidente Jacques Bernard Marie Montané, ritenuto troppo moderato e compromesso nella vicenda di Charlotte Corday. Non vi è alcuna prova storica che confermi questa ipotesi, anche se si può ben immaginare che Robespierre, per i contatti che aveva con la città natale o per tramite del fratello minore Augustin, abbia avuto sentore della reputazione di probità di Herman.
Egli presiedette quindi i processi contro la regina Maria Antonietta e contro i girondini, nell'ottobre 1793, poi quelli contro gli Hebertisti, nel marzo 1794, e quello contro gl'Indulgenti, tra i quali anche Camille Desmoulins, in aprile. L'8 aprile 1794, fu sostituito nella carica da René-François Dumas.
Nominato provvisoriamente Ministro dell'interno, il 18 germile (7 aprile 1794) dell'anno II, ed incaricato di firmare gli atti del Ministero degli Affari Esteri, il giorno successivo, per decreto del Comitato di salute pubblica.

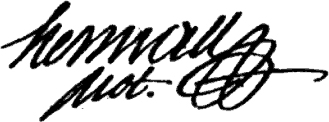
Firma di Martial Joseph Armand Herman.

Il 29 germile (18 aprile), fu nominato, con decreto della Convenzione nazionale, commissario della Commissione delle amministrazioni civili, polizia e tribunali (equivalente a Ministro dell'Interno e della Giustizia). Partecipò all'istituzione di dodici commissioni esecutive, create il 12 germile (1º aprile), per sostituire i sei ministri ed i loro uffici.
Dopo la caduta di Robespierre, avvenuta il 9 termidoro dell'anno II (27 luglio 1794), venne arrestato come terrorista, a seguito della denuncia di un deputato della Convenzione, André Dumont.
Egli fu giudicato dallo stesso tribunale rivoluzionario. Compromesso per la sua controversa partecipazione alla cosiddetta cospirazione delle prigioni, fu condannato a morte.
Venne ghigliottinato il 7 maggio 1795, insieme a Fouquier-Tinville, l'ex accusatore pubblico del tribunale rivoluzionario, e a: Marie Joseph Emmanuel Lanne (giudice); Léopold Renaudin (giurato del tribunale rivoluzionario); Pierre-Nicolas-Louis Leroy, detto "dieci agosto" (giurato); Foucault (giudice); Joachim Vilate (giurato); Gabriel Toussaint Scellier (vicepresidente del tribunale rivoluzionario) ; François-Pierre Garnier-Launay (giudice); Jean-Louis Prieur (giurato); Claude-Louis Châtelet (giurato); Pierre-François Girard (giurato); Boyanval; Benoît Trey; Joseph Verney e François Dupaumier.
Il corpo di Herman, insieme a quelli dei compagni giustiziati lo stesso giorno, si pensa sia stato tumulato nel Cimitero degli Errancis.